# فرودگاه مانگو
فرودگاه مانگو (به انگلیسی: Mongo Airport) یک فرودگاه همگانی با کد یاتا MVO است . این فرودگاه در شهر مونگو، چاد کشور چاد قرار دارد .